# Kiril Lazarov
Kiril Lazarov (makedonska: Кирил Лазаров), född 10 maj 1980 i Tito Veles i SR Makedonien (nuvarande Veles i Nordmakedonien), är en makedonsk handbollstränare och tidigare handbollsspelare. Han är vänsterhänt och spelade i anfall som högernia.
Kiril Lazarov var en notorisk målskytt, med bland annat 1709 mål på 232 landskamper för Nordmakedoniens landslag, och har blivit skyttekung i många turneringar. Han blev bland annat bäste målgörare vid VM 2009 i Kroatien (med svårslagna 92 mål på nio matcher) och i EM 2012 i Serbien.
Sedan 2021 är han förbundskapten för Nordmakedoniens landslag, varav första året var som spelande tränare, innan han avslutade spelarkarriären 2022.

## Meriter i urval
- EHF Champions League-segrare: 1 (2015 med FC Barcelona)
- IHF Super Globe-vinnare: 3 (2012 med BM Atlético de Madrid, 2013 och 2014 med FC Barcelona)
- Makedonsk mästare: 2 (1998 och 2000 med RK Pelister Bitola)
- Kroatisk mästare: 7 (2000, 2001, 2002, 2007, 2008, 2009 och 2010 med RK Zagreb)
- Ungersk mästare: 5 (2002, 2003, 2004, 2005 och 2006 med Veszprém KC)
- Spansk mästare: 4 (2014, 2015, 2016 och 2017 med FC Barcelona)